# Alin Chibulcutean
Alin Nicu Chibulcutean (n. 20 noiembrie 1978, Sărmașu, Mureș, România) este un fotbalist român care evoluează la echipa A.C.S Dumitra pe postul de fundaș.

## Carieră
A debutat pentru Gloria Bistrița în Liga I pe 27 aprilie 2005 într-un meci pierdut împotriva echipei Oțelul Galați.